# 董作賓
董作賓（1895年3月20日—1963年11月23日），原名作仁，入私塾後改名作賓，字彥堂，一字雁堂，號平廬。河南南陽人。知名文史學者，在考古學、殷商史、文字學、書法及篆刻藝術等方面頗有貢獻。曾任福建協和大學、中州大學教授，國立中山大學副教授，國立臺灣大學文學院和臺灣省立師範學院教授。1951年1至1955年8月，任國立中央研究院歷史語言研究所所長。

## 生平
1895年3月20日，生於河南南陽。父親董士魁，經商於南陽長春街。1901年，六歲入塾受業於陳文斗。1907年，改從師於史九，與郭寶鈞同學。1909年，開始幫助父親從事生產，作手工、刻印章。1911年，到當地元宗小學讀書。1915年春，考入南陽縣立師範講習所，次年以最優等第一畢業，留校任教員。1918年，考入河南育才館，於次年冬畢業。1921年冬，赴北京，認識北京大學教授徐炳昶。次年，到北大旁聽，攻讀文字學。
1923年，入新成立的國立北京大學研究所國學門為研究生，開始研究甲骨文。次年改任助教，與同事莊尚嚴討論發掘及研究甲骨的計劃，並擬與莊氏同往安陽發掘。1925年春，至福州，任福建協和大學國文系教授，翌年改任中州大學文學院講師。1927年秋，南下廣州，任國立中山大學副教授，與傅斯年相識。1928年4月，受聘為中央研究院歷史語言研究所籌備處通訊員，暑期前往小屯調查。同年秋，歷史語言研究所成立，受聘為編輯員，遂主持試掘小屯遺址工作。董作賓參加了前7次和第9次針對河南安阳殷墟的發掘，他將收集到的甲骨文分為五期：盤庚武丁時代、祖庚祖甲時代、稟辛康丁時代、武乙文丁時代、帝乙帝辛時代。被譽為甲骨學四堂之一。1930年，參加第1次城子崖發掘。1931年3月下旬，殷墟第4次發掘。九一八事件起，李濟北上，由董作賓主持第5次發掘。1932年，負責殷墟第6次、第7次發掘。1933年，主持山東滕縣安上村及曹王墓發掘。1934年，主持殷墟第9次發掘。1947年1月，任芝加哥大學中國考古學客座教授。1948年，當選為中央研究院第一屆院士。。1949年，隨國民政府遷臺。1950年，擔任《大陸雜誌》發行人並編《臺大文史哲學報》。
董舉家來台之後，生活貧困，家中十餘口，食指浩繁。1951年，為中研院史語所所長。1952年，美國東方學會舉為榮譽會員。1955年8月，他应香港大学之请，赴香港大学东方文化研究所任研究员。1958年，胡适由美抵台出任中央研究院院长后，力邀董作宾返台，史语所成立“甲骨学研究室”，由董作宾担当主任主持工作。1959年忽膺中風，不能言語，“入臺大醫院治療三月而愈，然自後語言即告蹇澀”。1963年，心臟病發去世，安葬於台北市胡適公園。

## 著作
- 1932年，〈甲骨文斷代研究例〉
- 1937年，與高平子、梁思成、劉敦楨等合著 〈周公測影台調查報告〉
- 1945年，《殷曆譜》
- 1948年，《殷墟文字甲編》
- 1948年，《殷墟文字乙編》上輯
- 1949年，《殷墟文字乙編》中輯
- 1953年，《殷墟文字乙編》下輯
- 1955年，《甲骨學五十年》
- 1959年，《中國年曆總譜》，香港大學出版社

## 腳註
1. ↑  農曆生日為三月初一[來源請求]
2. ↑  董作賓的個人資料 - 國立臺灣大學 中國文學系 （页面存档备份，存于）
3. ↑  中央研究院历史语言研究所历届所长 （页面存档备份，存于）">
4. ↑  石璋如：〈董作賓先生與殷虛發掘〉
5. ↑  董作賓：《甲骨文斷代研究例》
6. 1 2  梁容若、齊鐵恨、何容、洪炎秋 (编). . 《古今文選註》第三十七期 (台北: 國語日報社). 1952-06-02.
7. ↑  . 中华书局. 2010. ISBN 9787101071597. 據石璋如回憶：“到11月23日，董作賓先生也過世了，恰逢美國總統甘迺迪遇刺身亡日，我們說董先生是大人物，能與甘迺迪同日過世。董先生的身體底子並不壞，只是不愛運動，而且董先生既忙著《大陸雜誌》社的事，又擔任所長，去香港任教回臺又擔任甲骨文研究室主任，事情非常忙，因此同仁曾勸他裝假牙，但他忙到沒有空去。牙齒不好就吃不好，連帶消化不好影響建康。董先生要是早日治好牙齒的問題，身體就容易養好了。”
8. ↑  .   [2011-05-13]. （原始内容存档于2011-03-12）.

## 外部鏈接
董作賓先生傳 （页面存档备份，存于）
|                                      | 甲骨學四堂 |
| 羅雪堂 \| 王觀堂 \| 董彥堂 \| 郭鼎堂 |            |